# Javier Tusell
Javier Tusell Gómez (Barcelona, 26 de agosto de 1945 — 8 de fevereiro de 2005) foi um historiador espanhol, professor catedrático de história contemporânea da Universidade Nacional de Educação à Distância (UNED).

## Vida
Nasceu em Barcelona, mundando-se para Madrid ainda jovem. Licenciou-se em Filosofia e Letras na Universidade Complutense de Madrid. Após se doutorar em história contemporânea em 1966 começou a dedicar-se ao ensino como professor na Universidade Complutense de Madrid. Em 1977 obtém a cátedra de história contemporânea na Universidade de Valencia. Em 1981 obtém a cátedra  de história contemporânea na Universidade Nacional de Educação à Distancia, que ocupará até à sua morte em 2005
Em 1982 foi Director Geral do Património Artístico, Arquivos e Museus do Ministério da Cultura de Espanha. Nessa etapa leva a cabo as negociações com a família Picasso e com o Museu de Arte Moderna de Nova Iorque) para o regresso a Espanha do quadro Guernica, o que se tornou num símbolo da normalização democrática em Espanha, já que Picasso tinha estipulado que o quadro só deveria ir para Espanha quando aí existisse um regime democrático.
Em 1999 o Governo Espanhol nomeou-o patrono em representação do Estado no museu Museu Thyssen-Bornemisza.
Faleceu a 8 de Fevereiro de 2005 como consequência de uma Leucemia. Estava casado com a historiadora Genoveva García Queipo de Llano.

### Obras publicadas
- Sociología electoral de Madrid (1969)
- La Segunda República en Madrid (1970)
- Las elecciones del Frente Popular en España (1971)
- La reforma de la Administración local en España (1973)
- Historia de la Democracia Cristiana en España (1974)
- La España del siglo XX (1975). Premio Mundo de Ensayo en 1975
- El caciquismo en Andalucía (1976). Premio Nacional de Literatura, en la modalidad de ensayo, y Premio Menéndez Pelayo de Historia Española e Iberoamericana.
- La política y los políticos en tiempos de Alfonso XIII (1976)
- La oposición democrática al franquismo 1932–1962 (1977). Premio Espejo de España en 1977
- Franco y los católicos: la política interior española entre 1945 y 1957 (1984)
- Hijos de la sangre (1986)
- Radiografía de un golpe de Estado (1987)
- La URSS y la Perestroika desde España (1988)
- La España de Franco (1989)
- La dictadura de Franco (1989)
- Retrato de Mario Vargas Llosa (1990)
- Franco en la Guerra Civil Española|Guerra Civil. Una biografía política (1992). Premio Comillas de Biografía, Autobiografía y Memorias
- Maura y el regeneracionismo (1993). Primer premio Antonio Maura de Investigación Histórica
- Carrero. La eminencia gris del régimen de Franco (1993)[2]
- La transición española (1995)
- Juan Carlos I. La restauración de la monarquía (1995)
- Franco, España y la II Guerra Mundial: entre el Eje y la neutralidad (1995)
- La revolución postdemocrática (1997)
- Historia de España en el siglo XX, 4 vols. (1999)
- España, una angustia nacional (1999)
- Arte, historia y política en España (1890–1939) (1999)
- La política exterior de España en el siglo XX (2000)
- Fotobiografía de Juan Carlos I (2000)
- Una breve historia del siglo XX: los momentos decisivos (2001)
- Vivir en guerra. Historia ilustrada de España 1936–1939 (2003)
- Tiempo de incertidumbre: Carlos Arias Navarro entre el franquismo y la transición (1973-1976) (2003)
- El aznarato: el gobierno del Partido Popular 1996–2003 (2004)
- Dictadura franquista y democracia, 1939–2004 (2005)

Como coautor
- Tussell, Javier; Saz, Ismael (1981). Fascistas en España. La intervención italiana en la Guerra Civil a través de los telegramas de la «Missione Militare Italiana in Spagna» (15 diciembre de 1936-31 de marzo de 1937). [S.l.: s.n.]
- Tusell, Xavier; García queipo de Llano, Genoveva (1985). Franco y Mussolini. La política española durante la segunda guerra mundial. [S.l.: s.n.]
- Tusell, Javier; Avilés, Juan (1986). La derecha española contemporánea. Sus orígenes: el maurismo. [S.l.: s.n.]
- Tusell, Javier; Sonia, Justino (1990). El secuestro de la democracia. [S.l.: s.n.]
- Tusell, Xavier; Calvo, José (1990). Manuel Giménez Fernández: precursor de la democracia española. [S.l.: s.n.]
- Tusell, Javier; García queipo de Llano, Genoveva (1990). Los intelectuales y la Segunda República. [S.l.: s.n.]
- Tusell, Javier; Álvarez Chillido, Gonzalo (1999). Pemán. Un trayecto intelectual desde la extrema derecha hasta la democracia. [S.l.: s.n.]
- Tusell, Xavier; García queipo de Llano, Genoveva (2001). Alfonso XIII. El rey polémico. [S.l.: s.n.] [3]

Coordinador
- Fascismo y franquismo cara a cara: una perspectiva histórica (2004)

### Premios
- 1975: Premio Mundo de Ensayo, por La España del siglo XX.
- 1976: Premio Nacional de Historia Menéndez Pelayo, por El caciquismo en Andalucía.
- 1977: Premio Espejo de España, por La oposición democrática al franquismo (1939-1962).
- 1986: Premio Espasa de Ensayo, por Hijos de sangre.
- 1992: V Premio Comillas de Biografía, por Franco en la guerra civil. Una biografía política.
- 1997: Anexo:Premio Internacional de Ensayo Jovellanos|Premio Internacional de Ensayo Jovellanos]], por La revolución postdemocrática.
- 2001: IX Premio Blanquerna.

## Bibliografía
- Cabrera, Mercedes (2002). «Javier Tusell y Genoveva G. Queipo de Llano, Alfonso XIII. El rey polémico, Madrid, Taurus, 2001, 765 págs.». Historia y Política - Servicio de Publicaciones Universidad Complutense de Madrid (em espanhol) (8): 326-330. ISSN 1575-0361
- Casas, Santiago (2005). «Javier Tusell (1945-2005), in memoriam» (PDF). Universidad de Navarra. Anuario de Historia de la Iglesia (14): 489-492